# Melanocetus eustalus
Melanocetus eustalus är en fiskart som beskrevs av Pietsch och Van Duzer, 1980. Melanocetus eustalus ingår i släktet Melanocetus och familjen Melanocetidae. Inga underarter finns listade i Catalogue of Life.